# Olle Brum

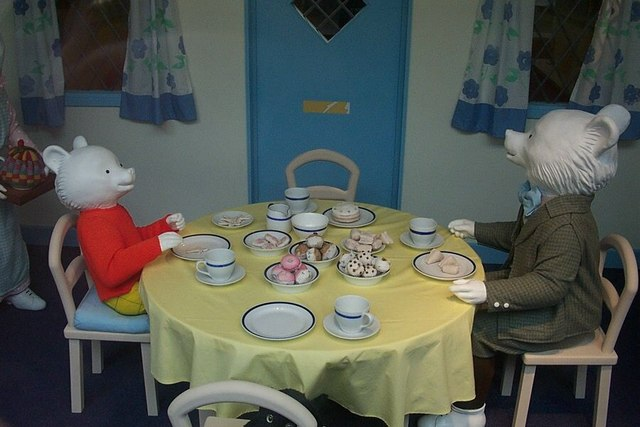
Olle Brum-scen på Canterbury Heritage Museum

Olle Brum är det svenska namnet på den brittiska tecknade serien Rupert Bear, vilken skapades 1920 av Mary Tourtel. 
Mary Tourtel skapade serien Olle Brum för dagstidningen Daily Express, vid vilken hennes man Herbert Tourtel var anställd som redaktör, och där den publicerades för första gången den 8 november 1920. Den är Storbritanniens längst publicerade serie för barn. Mary Tourtel tecknade serien, som också publiceradesi Sverige, bland annat i Dagens Nyheter 1947-62,  till 1935.
Serien har efter 1935 tecknats av bland andra Alfred Bestall (född 1892, död 1986) åren 1935–74, Freddie Chaplain (1965–78), James Henderson (1978–90). Ian Robinson (1990–2002) , Stuart Trotter (2008–) och John Harrold. Den publiceras fortfarande, i Daily Express och i Rupert Annuals.
Personerna i serien är bland andra den antropomorfe björnen Rubert Bear (Olle Brum) med vit päls och människokläder, hans bäste vän grävlingen Bill Badger, elefanten Edward Trunk, musen Willie och pekingnesern Ping-Pong. Alla figurerna tecknas i samma storlek som Rupert Bear, som bor med sina föräldrar i ett hus i Nutwood, en påhittad idyllisk engelsk by. I historierna finns också några människor. Serierna börjar alltid i Nutwood, men behandlar ofta därefter magiska äventyr i fjärran länder, varefter Rupert Bear i slutet återvänder till sitt föräldrahem i Nutwood.
Paul McCartney var fascinerad av Olle Brum och producerade 1984 den animerade kortfilmen "Rupert and the Frog Song", till vilken han också komponerade ett soundtrack.
Canterbury Heritage Museum i Canterbury har en permanent utställning om Rupert Bear.